# Ruth Benedict
Ruth Benedict (Nueva York, 5 de junio de 1887-ibid. 17 de septiembre de 1948) fue una antropóloga y folcloróloga estadounidense.

## Biografía
Ruth Fulton Benedict nació en la ciudad de Nueva York, el 5 de junio de 1887. Su padre fue cirujano y murió cuando Benedict aún no tenía dos años. Debido a su enfermedad, su familia se mudó al campo con sus abuelos maternos. Su madre, Beatrice, tuvo que trabajar como profesora en pueblos pequeños para mantenerla a ella y a su hermana. Regresaron a su estado natal cuando su madre consiguió trabajo en una biblioteca. Benedict y su hermana eran buenas estudiantes, por lo que obtuvieron becas en una escuela privada y luego en el Vassar College de Nueva York, de donde se graduó en 1909 con una especialización en inglés. Como estudiante, Benedict leyó Studies in the History of the Renaissance (Estudios en la Historia del Renacimiento) de su entonces profesor, Walter Pater. Después de terminarlo sintió, según sus propias palabras, «como si mi alma me hubiese sido devuelta, sus ojos abiertos y ansiosos con la nueva comprensión». Pater creía que uno debería «siempre probar curiosamente nuevas opiniones y estar juzgando nuevas impresiones, nunca consentir en una ortodoxia superficial»; esta creencia marcó a Benedict en lo más profundo. Después de graduarse, viajó a Europa junto con dos alumnas de la Universidad. Al volver a Estados Unidos, hizo trabajo social durante un año en Nueva York y luego, en Los Ángeles, trabajó como profesora en escuelas de niñas.
En 1914 se casó con Stanley Benedict, un bioquímico y profesor en la Escuela de Medicina Cornell en Nueva York. El matrimonio le dio seguridad material, pero la dejó insatisfecha con su papel de ama de casa. Su marido no quería que trabajara fuera de casa, así que Benedict comenzó un proyecto de biografías de mujeres fuertes, comenzando con las feministas Mary Wollstonecraft, Margaret Fuller y Olive Schreiner, pero el proyecto fracasó al no poder encontrar un editor. Comenzó a publicar poesía bajo el seudónimo de Ruth Stanhope y Anne Singleton. Su matrimonio pronto se derrumbó y la pareja se separó, aunque no se divorciaron.
Ingresó a la Universidad de Columbia en 1918, donde comenzó sus estudios de antropología y fue estudiante del curso impartido por Franz Boas. Unos años después, trabajando como asistente en las clases de Boas (quien era su mentor) conoció a Margaret Mead. Las dos mujeres desarrollaron una amistad romántica que se convirtió en una relación amorosa. Terminada su relación de pareja, Benedict y Mead mantuvieron la amistad durante el resto de sus vidas. Otro de sus compañeros fue Marvin Opler.
Después de recibir su doctorado en antropología en 1923, Benedict se postuló a un puesto de profesora en el Bernard College, pero no fue elegida. En 1931, Benedict fue contratada como profesora Asistente de Antropología en la Universidad de Columbia. Este trabajo le dio estabilidad monetaria, lo que le permitió divorciarse.
Boas, su maestro y mentor, fue llamado Padre de la antropología estadounidense. Su postura acerca del racismo (contenida en Race, Language and Culture) y sus puntos de vista acerca del modo como la antropología debe encarar el análisis de la sociedad, se reflejan especialmente en su obra «Patrones en la cultura», publicada en 1934. Su tesis es que cada cultura valora y privilegia ciertas conductas y tipos de personalidades. Así, uno no puede evaluar una cultura usando los estándares de otra. La cultura de cada pueblo es única y sólo puede ser comprendida desde sus propios términos. Ella también señaló que cada cultura ejerce presión en sus miembros para conformar los patrones de la sociedad y tiende a premiar a quienes lo hacen.
En los años 30, con la aparición del nazismo, Benedict comenzó a trabajar en varias organizaciones para educar al pueblo sobre la amenaza del racismo. En la misma época, Benedict se enamoró de una estudiante de Medicina llamada Natalie Raymond, y vivieron juntas hasta 1938, cuando se separaron. Pero Benedict pronto conocería a la psicóloga Ruth Valentine, quien se convertiría en su pareja por el resto de su vida.
En el contexto de la Segunda Guerra Mundial, Benedict participó como colaboradora del Ejército de los Estados Unidos. En 1943 trabajó para la Oficina de Información de Guerra, lo que ella pensó usar para «que los hacedores de normas tomaran en cuenta diferentes hábitos y costumbres de otras partes del mundo». La tarea específica encargada a la autora fue el análisis de la cultura japonesa, con el propósito de comprender cuáles eran los principios más importantes del patrón cultural de los japoneses. En teoría, esto daría a los militares estadounidenses una ventaja sobre sus oponentes asiáticos. El fruto de esa investigación fue El crisantemo y la espada: patrones de la cultura japonesa, publicada en 1946, donde presentó un profundo estudio sobre la cultura japonesa.
Al finalizar la guerra, la Oficina de Investigación Naval invitó a Benedict a unirse a un grupo de trabajo con un grupo de científicos sociales. A partir de esta experiencia, varios de ellos fueron alentados para diseñar sus propias líneas de investigación, y así nació, en 1951, el proyecto de Investigación en Culturas Contemporáneas de la Universidad de Columbia. Además de Benedict, participaron de él Ruth Valentine y Margaret Mead.
En 1946 fue elegida la primera mujer presidente de la Asociación Antropológica Estadounidense. Luego, en 1948, aceptó una invitación de la Unesco a una conferencia en un seminario en Checoslovaquia. Dos días después de volver a Nueva York, sufrió un ataque al corazón y fue hospitalizada. Murió el 17 de septiembre de 1948.

## Algunas publicaciones
- «Anthropology and the Abnormal». Journal of General Psychology (Taylor & Francis) 10 (1): 59-80. 1934. doi:10.1080/00221309.1934.9917714. Archivado desde el original el 10 de junio de 2014. Consultado el 20 de octubre de 2014.
- "Journals." An Anthropologist at Work: Writings of Ruth Benedict. Ed. Margaret Mead. Boston: Houghton Mifflin Company, 1959, pp. 118–155
- "The Story of My Life..." An Anthropologist at Work: Writings of Ruth Benedict. Ed. Margaret Mead. Boston: Houghton Mifflin Co. 1959. pp. 97–112
- "The Vision in Plains Culture."  American Anthropologist 24:1–23. Benedict (enlace roto disponible en Internet Archive; véase el historial, la primera versión y la última).
- "Two Diaries" An Anthropologist at Work: Writings of Ruth Benedict. Ed. Margaret Mead. Boston: Houghton Mifflin Co. 1959, pp. 55–79
- "Patterns of Culture". New York: Houghton Mifflin,  1934
- "The Races of Mankind", con Gene Weltfish. Public Affairs Pamphlet No. 85. New York: Public Affairs Committee, Inc. 1943
- "El  crisantemo y la espada" ,"The Chrysanthemum and the Sword:  Patterns of Japanese Culture."  Rutland, VT & Tokio, Japón:  Charles E. Tuttle Co. 1954 orig. 1946
- "Anthropology and the Humanities."  American Anthropologist 50: 585–593. Benedict (enlace roto disponible en Internet Archive; véase el historial, la primera versión y la última).